# Wolf C. Hartwig
Wolf C. Hartwig (* 8. September 1919 in Düsseldorf; † 18. Dezember 2017 in Paris; gebürtig Wolfgang Hartwig) war ein deutscher Filmproduzent.

## Leben
Hartwig studierte Soziologie und Zeitungswissenschaften. Während des Krieges war er Dolmetscher in der deutschen Kommandantur in Paris. Zusammen mit seiner ersten Ehefrau leitete er kurz nach Kriegsende in München eine Sprachschule. Er versuchte sich als Eisenhändler und gründete 1953 seine eigene Filmproduktionsfirma, die Rapid-Film. Schon sein erstes Werk, der nur in einer gekürzten Fassung freigegebene Film Bis fünf nach zwölf – Adolf Hitler und das 3. Reich, trägt Züge des für Hartwig später bezeichnenden semidokumentarischen Stils. Als Verleiher brachte er 1954 den erotischen italienisch-französischen Spielfilm Lucrèce Borgia heraus, dessen Aufführung in deutschen Kinos von der Staatsanwaltschaft verboten wurde.
Da ihm längere Zeit die notwendigen finanziellen Mittel fehlten, konnte Hartwig erst ab 1957 Spielfilme produzieren. Dabei verlegte er sich auf die Herstellung von Sitten- und Horrorfilmen. Ab 1962 folgten vor allem Abenteuerfilme, die größtenteils in Asien oder anderen exotischen Schauplätzen spielten und stets eine Portion Sex und Gewalt boten. In den Filmen spielten Schauspieler wie Lex Barker, Joachim Fuchsberger, Frederick Stafford, Heinz Drache, Horst Frank, Harald Juhnke und Chris Howland. Auch Hartwig selbst war oft in Kurzauftritten zu sehen.
Für 30.000 Mark erwarb er die Rechte an dem Buch Schulmädchen-Report von Günther Hunold. Von 1970 bis 1980 liefen 13 Folgen seiner außerordentlich erfolgreichen Schulmädchen-Report-Reihe, welche die deutsche Sexwelle maßgeblich prägten. Diese Filme knüpften formal an die zunächst von der Bundesregierung geförderten und dem Publikum bereits vertrauten Aufklärungsfilme an, boten jedoch den Stil einer Sensationsreportage. Alle Drehbücher wurden von Hartwig selbst konzipiert. Über 100 Millionen Kinogänger sahen diese Report-Filme, die bald von anderen Produzenten nachgeahmt wurden.
Der Erfolg dieser Filme und sein Geschick bei Börsenspekulationen ermöglichten es Hartwig 1977 mit Steiner – Das Eiserne Kreuz den mit 16 Millionen Mark bis dahin teuersten deutschen Nachkriegsfilm zu produzieren. Nach dem Misserfolg des zweiten Teils wagte er sich jedoch an kein weiteres Großprojekt dieser Art. 1985 trat er ein letztes Mal als Filmproduzent in Erscheinung. Sein Schaffen umfasst annähernd 80 Produktionen.
Mehrere von Wolf C. Hartwigs Filmen wurden mit der Goldenen Leinwand ausgezeichnet. Er selbst empfing 1977 einen Bambi. Hartwig war in zweiter Ehe mit der Schauspielerin Dorothee Parker verheiratet, die in den sechziger Jahren in einigen seiner Filme mitspielte. Seine dritte Ehefrau war die französische Schauspielerin Véronique Vendell, mit der er in Saint-Tropez und Paris  lebte.

## Filmografie
- 1953: Bis fünf nach zwölf – Adolf Hitler und das 3. Reich
- 1957: Liebe, wie die Frau sie wünscht
- 1957: Alle Sünden dieser Erde
- 1958: Mit Eva fing die Sünde an
- 1959: Sehnsucht hat mich verführt
- 1959: Die Wahrheit über Rosemarie
- 1959: Die Nackte und der Satan
- 1959: Du gehörst mir
- 1959: Ein Toter hing im Netz
- 1960: Der Satan lockt mit Liebe
- 1960: Flitterwochen in der Hölle
- 1960: Endstation Rote Laterne
- 1960: Die Insel der Amazonen
- 1961: Das Mädchen mit den schmalen Hüften
- 1961: Treibjagd auf ein Leben
- 1962: Haß ohne Gnade
- 1962: Heißer Hafen Hongkong
- 1962: Zwischen Schanghai und St. Pauli
- 1963: Das Todesauge von Ceylon
- 1963: Heimweh nach St. Pauli
- 1963: Die Flußpiraten vom Mississippi
- 1963: Der schwarze Panther von Ratana
- 1964: Weiße Fracht für Hongkong
- 1964: Die Diamantenhölle am Mekong
- 1964: Ein Sarg aus Hongkong
- 1964: Das Geheimnis der chinesischen Nelke
- 1964: Die Goldsucher von Arkansas
- 1965: Die schwarzen Adler von Santa Fe
- 1965: Der Fluch des schwarzen Rubin
- 1965: Das Geheimnis der drei Dschunken
- 1965: Die letzten Drei der Albatros (auch Rolle)
- 1966: Agent 505 – Todesfalle Beirut
- 1966: Fünf vor 12 in Caracas (Inferno a Caracas)
- 1966: Lotosblüten für Miss Quon
- 1967: Eine Handvoll Helden
- 1968: Der Turm der verbotenen Liebe
- 1968: Lady Hamilton – Zwischen Schmach und Liebe
- 1969: Madame und ihre Nichte
- 1969: Die jungen Tiger von Hongkong
- 1970: Hilfe, mich liebt eine Jungfrau
- 1970: Schulmädchen-Report: Was Eltern nicht für möglich halten
- 1970: Ich schlafe mit meinem Mörder
- 1971: Der neue Schulmädchen-Report. 2. Teil: Was Eltern den Schlaf raubt
- 1971: Jürgen Roland’s St. Pauli-Report
- 1971: Urlaubsreport – Worüber Reiseleiter nicht sprechen dürfen
- 1971: Erotik im Beruf – Was jeder Personalchef gern verschweigt
- 1971: Der neue heiße Report: Was Männer nicht für möglich halten
- 1972: Schulmädchen-Report. 3. Teil: Was Eltern nicht mal ahnen
- 1972: Die jungen Ausreißerinnen
- 1972: Schulmädchen-Report. 4. Teil: Was Eltern oft verzweifeln läßt
- 1972: Die dressierte Frau
- 1972: Krankenschwestern-Report
- 1972: Mädchen, die nach München kommen
- 1973: Das Mädchen von Hongkong
- 1973: Frühreifen-Report
- 1973: Schulmädchen-Report. 5. Teil: Was Eltern wirklich wissen sollten
- 1973: Schlüsselloch-Report
- 1973: Liebe in drei Dimensionen
- 1973: Schulmädchen-Report. 6. Teil: Was Eltern gern vertuschen möchten
- 1973: Zinksärge für die Goldjungen
- 1974: Ein toter Taucher nimmt kein Gold
- 1974: Wenn die prallen Möpse hüpfen
- 1974: Haben Sie Interesse an der Sache? (Vous intéressez-vous à la chose?)
- 1974: Schulmädchen-Report. 7. Teil: Doch das Herz muß dabei sein
- 1974: Karate, Küsse, blonde Katzen (Yang chi)
- 1974: Schulmädchen-Report. 8. Teil: Was Eltern nie erfahren dürfen
- 1975: Schulmädchen-Report. 9. Teil: Reifeprüfung vor dem Abitur
- 1976: Schulmädchen-Report. 10. Teil: Irgendwann fängt jede an
- 1976: Steiner – Das Eiserne Kreuz
- 1977: Schulmädchen-Report. 11. Teil: Probieren geht über Studieren
- 1977: Schulmädchen-Report. 12. Teil: Junge Mädchen brauchen Liebe
- 1978: Steiner – Das Eiserne Kreuz, 2. Teil
- 1980: Schulmädchen-Report 13. Teil: Vergiß beim Sex die Liebe nicht
- 1981: Die Säge des Todes
- 1981: Die nackten Superhexen vom Rio Amore
- 1981: Kalt wie Eis
- 1981: Obszön – Der Fall Peter Herzl
- 1982: Im Dschungel ist der Teufel los
- 1983: Das verrückte Strandhotel
- 1984: Danger – Keine Zeit zum Sterben
- 1984: Die Dame vom Palast-Hotel

## Einzelnachweis
1. ↑  dpa: „Schulmädchen-Report“-Produzent Wolf C. Hartwig gestorben. In: welt.de. 28. Dezember 2017, abgerufen am 27. Januar 2024.

| Personendaten    | Personendaten                   |
| ---------------- | ------------------------------- |
| NAME             | Hartwig, Wolf C.                |
| ALTERNATIVNAMEN  | Hartwig, Wolfgang (Geburtsname) |
| KURZBESCHREIBUNG | deutscher Filmproduzent         |
| GEBURTSDATUM     | 8. September 1919               |
| GEBURTSORT       | Düsseldorf                      |
| STERBEDATUM      | 18. Dezember 2017               |
| STERBEORT        | Paris                           |